# Les Planches-en-Montagne
Les Planches-en-Montagne là một xã trong vùng hành chính Franche-Comté, thuộc tỉnh Jura, quận Lons-le-Saunier, tổng Les Planches-en-Montagne. Tọa độ địa lý của xã là 46° 39' vĩ độ bắc, 06° 00' kinh độ đông. Les Planches-en-Montagne nằm trên độ cao trung bình là 723 mét trên mực nước biển, có điểm thấp nhất là 570 mét và điểm cao nhất là 1061 mét. Xã có diện tích 13.48 km², dân số vào thời điểm 2005 là 148 người; mật độ dân số là 11 người/km².

## Thông tin nhân khẩu
| 1962 | 1968 | 1975 | 1982 | 1990 | 1999 |
| ---- | ---- | ---- | ---- | ---- | ---- |
| 185  | 201  | 186  | 159  | 145  | 128  |

## Địa điểm tham quan
Nhà thờ của Les Planches-en-Montagne được xây dựng trong thế kỉ thứ 17 và cải tạo trong thế kỉ thứ 18.